# Elevate (Big-Time-Rush-Album)
Elevate ist das zweite Studioalbum der US-amerikanischen Boyband Big Time Rush. Es erschien bei den Columbia Records in Assoziation mit Nickelodeon. Das Album erschien in Deutschland drei Tage früher als in den USA.

## Hintergründe und Erscheinung
Bei der Entstehung des Albums arbeiteten Big Time Rush mit Produzenten wie J. R. Rotem, The-Dream, Jay Sean und Ryan Tedder. Die Produktion des Albums dauerte zwischen neun Monaten und einem Jahr. Die Band arbeitete die meiste Zeit davon während ihrer US-Tour am Album.
Am 6. Juni 2011 gaben Big Time Rush bekannt, dass es ein zweites Album geben werde. Die erste Promo-Single If I Ruled The World erschien schon am 22. Juni 2011. Anfangs hatte man den 15. November 2011 als Erscheinungsdatum des Albums angesehen, änderte dies jedoch auf den 21. November 2011. Am 14. Oktober 2011 wurde bekanntgegeben, dass das Album in Deutschland drei Tage früher erscheinen soll, also am 18. November. Somit wurde der 18. November 2011 das Erscheinungsdatum von Elevate, jedoch konnte man das Album auf Simfy schon eine Woche früher hören, also schon ab dem 11. November 2011. Das Album wurde dann nach dem Song Elevate benannt, was auf Deutsch „erheben“ bedeutet. Dass das Album den Namen Elevate tragen soll, gab Kendall Schmidt in einem Interview bekannt. Anfangs hatte man vorgesehen, dass der Song Intermission auch im Album vorhanden sein soll, entfernte diesen dann doch wieder. Die offizielle Titelliste von Elevate wurde schon am 21. Oktober 2011 im US-Magazin Celebuzz veröffentlicht. Die zweite und letzte Promo-Single Music Sounds Better With U erschien dann am 1. November 2011.
In den USA wurden drei Specials zum Album gezeigt: Das Musikvideo von If I Ruled the World wurde am 23. Juli 2011 auf Nickelodeon gezeigt. Das Musikvideo von Music Sounds Better With U wurde unter dem Titel „BTR: Music Sounds Better With U“ dann am 12. November 2011 auf Nickelodeon gezeigt. Das dritte Special war ein dreizehn-minütiger Film mit dem Titel „Big Time Rush: Music Sounds Better With U“, bei dem Szenen aus ihrer ersten US-Tour gezeigt wurden und die vier Bandmitglieder während der Aufnahmen am Album zu sehen waren. In Deutschland wurde bisher nur das Musikvideo von Music Sounds Better With U unter demselben Titel wie in den USA am 13. November 2011, also einen Tag später als in den USA, auf Nickelodeon gezeigt.
Insgesamt schrieben die vier Bandmitglieder, zusammen oder einzeln, an acht der dreizehn Songs, was beim vorherigen Studioalbum B.T.R. nur bei dem Song Oh Yeah der Fall war.

## Kommerzieller Erfolg
Das Album stieg in den USA auf Platz 12 ein, während es bei B.T.R. schon Platz 3 war. In Deutschland stieg es auf Platz 33 ein und war nur eine Woche in den Charts, genauso wie in der Schweiz, wo es auf Platz 76 einstieg. Trotz allem verkaufte sich Elevate in den USA in der ersten Woche mehr als B.T.R. (66.000 Verkäufe).

## Titelliste
| #                  | Titel                      | Gastbeiträge | Songwriter | Produzent(en)                                             | Länge |
| ------------------ | -------------------------- | ------------ | --- | --------------------------------------------------------- | ----- |
| 01                 | Music Sounds Better With U | Mann         | Ryan Tedder, Big Time Rush, Thomas Bangalter, Benjamin Cohen, Brent Kutzle, Eric Bellinger, Frank Musker, Noel Zancanella, Alain Quême | Ryan Tedder                                               | 03:09 |
| 02                 | Show Me                    |              | Lucas Secon, Wayne Hector, Donald McLean                                                                                               | Lucas Secon                                               | 02:50 |
| 03                 | All Over Again             |              | Brian Kennedy Seals, Damon Sharpe, Drew Ryan Scott                                                                                     | Brian Kennedy Seals, Dante Jones                          | 03:37 |
| 04                 | No Idea                    |              | Alexander Gaskarth, Terius Nash, Christopher Stewart                                                                                   | Christopher Stewart, Terius Nash, Kuk Harrell             | 04:59 |
| 05                 | Cover Girl                 |              | Kendall Schmidt, Toby Gad, Lindy Robbins                                                                                               | Toby Gad                                                  | 03:00 |
| 06                 | Love Me Love Me            |              | Big Time Rush, Sharpe Ole Broderson, Mich Hansen, Kasper Larsen, Damon Sharpe                                                          | CutFather, Christopher Rojas, Damon Sharpe, Kay, Industry | 03:01 |
| 07                 | If I Ruled the World       | Iyaz         | Emanuel Kiriakou, Evan Bogart, Lindy Robbins                                                                                           | Emanuel Kiriakou                                          | 03:00 |
| 08                 | Invisible                  |              | Carlos Pena, Charley Greenberg, Cody Williams, Daniel Andrew Wayne, Jonathan Rotem                                                     | Jonathan Rotem                                            | 03:20 |
| 09                 | Time of Our Life           |              | Logan Henderson, Nicholas Furlong, Jordan Suecof, Antario Holmes                                                                       | Infinity                                                  | 03:27 |
| 10                 | Superstar                  |              | Big Time Rush, Jay Sean, Robert W. Larow, Jeremy Skaller, Jared Cotter, Khaled Rohaim                                                  | J Remy, Bobby Bass, Damon Sharpe                          | 03:23 |
| 11                 | You're Not Alone           |              | Kendall Schmidt, Christopher Rojas, Steven Batty, Carlos Batty                                                                         | Christopher Rojas                                         | 03:53 |
| 12                 | Elevate                    |              | James Maslow, Damon Sharpe, Johnny Powers Severin, Eric Sanicola                                                                       | Damon Sharpe, Johnny Powers Severin, Eric Sanicola        | 03:05 |
| iTunes Bonustracks |                            |              | |                                                           |       |
| 13                 | Blow Your Speakers         |              | Matt Palmer, Pascal Guyon | Fraser T. Smith                                           | 03:12 |

## Charts

### Album
| ChartsChartplatzierungen       | Höchstplatzierung | Wochen |
| ------------------------------ | ----------------- | ------ |
| Deutschland (GfK)              | 33 (4 Wo.)        | 4      |
| Österreich (Ö3)                | 32 (4 Wo.)        | 4      |
| Schweiz (IFPI)                 | 76 (2 Wo.)        | 2      |
| Vereinigtes Königreich (OCC)   | 72 (1 Wo.)        | 1      |
| Vereinigte Staaten (Billboard) | 12 (22 Wo.)       | 22     |

### Singles
- 2011: If I Ruled the World1
- 2011: Music Sounds Better With U

1 If I Ruled the World belegte in den „Bubbling Under Hot 100 Single-Charts“ Platz 6, jedoch ist dies keine offizielle Single-Chart-Platzierung.

## Better With U Tour
Vom 17. Februar bis zum 9. März 2012 repräsentierte Big Time Rush das Album auf der Better With U Tour. Sie ging hauptsächlich durch die USA, wobei jedoch ein Konzert in Kanada stattfand. Auf der Tour war die britische Band One Direction, die in der britischen Version von X Factor den dritten Platz belegt haben, die Vorgruppe.
| Datum            | Staat              | Stadt, Bundesstaat/Provinz  | Konzerthalle                       |
| ---------------- | ------------------ | --------------------------- | ---------------------------------- |
| 17. Februar 2012 | Vereinigte Staaten | Las Vegas, Nevada           | Planet Hollywood Resort and Casino |
| 18. Februar 2012 | Vereinigte Staaten | Universal City, Kalifornien | Gibson Amphitheatre                |
| 19. Februar 2012 | Vereinigte Staaten | San José, Kalifornien       | Event Center                       |
| 20. Februar 2012 | Vereinigte Staaten | Sacramento, Kalifornien     | Sacramento Memorial Auditorium     |
| 22. Februar 2012 | Vereinigte Staaten | Broomfield, Colorado        | 1st Bank Center                    |
| 24. Februar 2012 | Vereinigte Staaten | Rosemont, Illinois          | Rosemont Theatre                   |
| 25. Februar 2012 | Vereinigte Staaten | Detroit, Michigan           | Fox Theatre Detroit                |
| 26. Februar 2012 | Kanada             | Toronto, Ontario            | Air Canada Centre                  |
| 28. Februar 2012 | Vereinigte Staaten | Albany, New York            | The Palace Theatre Albany          |
| 1. März 2012     | Vereinigte Staaten | Mashantucket, Connecticut   | The MGM Grand Theatre              |
| 2. März 2012     | Vereinigte Staaten | Fairfax, Virginia           | Patriot Center                     |
| 3. März 2012     | Vereinigte Staaten | Boston, Massachusetts       | Agganis Arena                      |
| 6. März 2012     | Vereinigte Staaten | Durham, North Carolina      | Durham Performing Arts Center      |
| 7. März 2012     | Vereinigte Staaten | Nashville, Tennessee        | Bridgestone Arena                  |
| 9. März 2012     | Vereinigte Staaten | New York City, New York     | Radio City Music Hall              |